# Oceaniska U20-mästerskapet i fotboll 2002
Oceaniska U20-mästerskapet i fotboll 2002 var 2002 års ocenaniska U20-mästerskap och spelades i Fiji och Vanuatu mellan den 7 och 22 december 2002. Mästerskapet bestod ursprungligen av nio lag som delades upp i två grupper, en grupp med fyra lag och en med fem lag, där alla mötte varandra en gång. Det främsta laget i varje grupp gick vidare till en final i bäst av två matcher. Segraren av mästerskapet blev oceaniska mästare och kvalificerade sig samtidigt för U20-världsmästerskapet i fotboll 2003. I gruppen med fyra lag skulle Cooköarna ha deltagit, men nationen drog sig ur, vilket innebar att gruppen enbart hade tre lag. Segrade gjorde Australien efter en seger i finalen mot Fiji. Matcherna spelades i Port Vila (Vanuatu) och Ba (Fiji), medan finalerna spelades i finalnationerna (Melbourne för Australien och Ba för Fiji)

## Gruppspel

### Grupp A
Lag 1: Vidare till final.
| Nr | Lag                  | S | V | O | F | GM | IM | MS | P |
| -- | -------------------- | - | - | - | - | -- | -- | -- | - |
| 1  | Australien U20       | 2 | 2 | 0 | 0 | 8  | 0  | +8 | 6 |
| 2  | Vanuatu U20          | 2 | 0 | 1 | 1 | 2  | 4  | −2 | 1 |
| 3  | Papua Nya Guinea U20 | 2 | 0 | 1 | 1 | 2  | 8  | −6 | 1 |
| 4  | Cooköarna U20        | 0 | 0 | 0 | 0 | 0  | 0  | 0  | 0 |

### Grupp B
Lag 1: Vidare till final.
| Nr | Lag                | S | V | O | F | GM | IM | MS  | P  |
| -- | ------------------ | - | - | - | - | -- | -- | --- | -- |
| 1  | Fiji U20           | 4 | 4 | 0 | 0 | 14 | 1  | +13 | 12 |
| 2  | Nya Zeeland U20    | 4 | 3 | 0 | 1 | 17 | 2  | +15 | 9  |
| 3  | Nya Kaledonien U20 | 4 | 2 | 0 | 2 | 12 | 10 | +2  | 6  |
| 4  | Samoa U20          | 4 | 1 | 0 | 3 | 6  | 12 | −6  | 3  |
| 5  | Tonga U20          | 4 | 0 | 0 | 4 | 4  | 28 | −24 | 0  |

## Final
Vinnaren kvalificerade sig för U20-världsmästerskapet i fotboll 2003.
| Lag 1          | Totalt | Lag 2    | Möte 1 | Möte 2 |
| Australien U20 | 15–0   | Fiji U20 | 11–0   | 4–0    |